# 5953 Shelton
5953 Shelton (1987 HS) là một tiểu hành tinh vành đai chính được phát hiện ngày 25 tháng 4 năm 1987 bởi vợ chồng Carolyn và Gene Shoemaker ở Palomar. Nó được đặt theo tên một nhà thiên văn học Canada Ian Shelton.